# Da parte degli amici: firmato mafia!
Da parte degli amici: firmato mafia! (Le Saut de l'ange) è un film del 1971, diretto da Yves Boisset.

## Trama
A Marsiglia infuria la battaglia elettorale che oppone un clan corso, sponsorizzato dalla potente famiglia Orsini, al promotore immobiliare Forestier che impiega uomini del SAC per imporne il dominio e beneficiare del sostegno. La comunità vive di gioco d'azzardo e prostituzione, ma cerca di espandere le proprie attività verso progetti di sviluppo e costruzione molto redditizi. Per vincere le elezioni, Forestier ordina di far giustiziare i fratelli Orsini, Lucien e Marc. Ben presto rimane solo Louis, un avventuriero reduce di guerra che vive in Thailandia dove è stato soprannominato "Cobra" quando ha difeso strenuamente la sua piantagione. Ha riposto le sue armi e si prende cura del suo disboscamento, di sua moglie e della loro bambina, tagliando volontariamente i rapporti con l'ambiente marsigliese e con gli affari del clan Orsini. Ma Forestier teme vendetta e decide di farlo giustiziare.
Fusco, un killer, viene mandato in Thailandia per uccidere l'ultimo sopravvissuto dei fratelli Orsini. Nello stesso momento Louis riceve nella sua piantagione un amico americano di passaggio, Mason, una sorta di poliziotto, ex alcolizzato, che lavora nella sicurezza americana e ha in programma di tornare a Marsiglia. Louis gli affida la figlia per riportarla in Francia in un collegio. Fusco arriva dopo che la bambina è partita e uccide accidentalmente sua madre. Louis riacquista i suoi riflessi e parte con i suoi uomini all'inseguimento degli assassini. Fusco gli sfugge, ma Louis e i suoi amici gli tendono una trappola. Torturato, l'assassino prima di morire avvelenato da un cobra fornisce due nomi: quello di Forestier e quello di Alvarez, organizzatore degli omicidi.
Quando arriva un telegramma di Mason con la notizia della bambina ferita in un attacco all'arrivo a Marsiglia, Louis si imbarca immediatamente su un volo per la Francia, accompagnato da due sicari vietnamiti. Arrivato nella città francese, viene accolto da Mason e dal commissario Pedrinelli che lo informano della morte della figlia. Mason afferma in realtà Louis era l'obiettivo degli assassini; costoro hanno commesso un errore. Louis, tuttavia, accusa il suo amico di essere responsabile a causa della sua negligenza causata dall'alcolismo. Mason viene indagato per questa accusa, è pronto per affrontare i molteplici interrogatori al quale viene sottoposto, ma la polizia a un certo punto si blocca. Mason, non conoscendo la morte di Fusco, cittadino americano, collabora con il commissario Pedrinelli per catturarlo, ma Louis gli rivela la sua orribile fine. Pedrinelli lo esorta a tornare a Bangkok e lasciare che il suo cadavere venga ritrovato dalla polizia francese. Louis, tornato a Villa Orsini, vi trova la sua cognata, Sylvaine. Cerca di metterlo in confidenza, ma lui sospetta della donna e la polizia controlla i suoi movimenti con discrezione.
Louis manda i suoi uomini contro Alvarez. I due asiatici prima lo feriscono gravemente, poi intraprendono un'operazione di commando in un ospedale per ucciderlo sotto il naso della polizia. Mason gioca un torbido gioco tra legalità e amicizia: suggerisce a Pedrinelli di cercare i due vietnamiti, scambiati per cinesi nella lista dei passeggeri del volo dalla Thailandia. Gli amici di Louis vengono identificati, braccati e fucilati uno dopo l'altro dalla polizia. La tensione cresce e Forestier, grazie al suo sostegno, ottiene la protezione della polizia, mentre i suoi scagnozzi picchiano a sangue i giovani "di sinistra" che imbrattano i manifesti elettorali in città. Mason disapprova questa subordinazione della polizia agli interessi del denaro ma Pedrinelli, esasperato, ribatte: «Cambia il regime, cambia la società, forse cambierà la polizia».
Mason cerca quindi di convincere Orsini a non continuare la vendetta e lo informa delle disposizioni prese per la protezione di Forestier. Louis tuttavia ha solo un progetto rimasto, per ucciderlo, ma rimane l'unico che può ottenere la sua vendetta. Scopre quindi che Sylvaine ha giocato un ruolo essenziale negli omicidi. Determinato, Louis andrà fino in fondo: ucciderà Forestier ma sarà incapace di impedire il suicidio di Sylvaine. Mason, arrivato troppo tardi, si dà il ruolo di sceriffo virtuoso; ingaggia un combattimento con Louis, viene ferito ad una gamba, ma accasciato a terra riesce a sparare alla schiena di Louis il quale, uscito all'esterno della villa, si trascina fino alla spiaggia morendo in mare.

## Produzione

### Riprese
Il film, ambientato a Marsiglia, è stato girato in realtà a Nizza; all'inizio, la scena riguardante la sepoltura di uno dei fratelli Orsini (chiesa e cimitero) che dovrebbe aver luogo in un paese corso è stata girata nel cimitero e nella cittadina di Bouyon, nella regione di Nizza. Altre sequenze in esterni vennero girate in Thailandia.

## Distribuzione
Il film ottiene il visto di censura n. 58.949 del 23 settembre del 1971 per una lunghezza di 2.706 metri. In Italia venne proiettato il 23 settembre del 1971 mentre in Francia ebbe la prima proiezione il 29 settembre dello stesso anno. In Spagna ebbe il titolo Los secuaces, in Germania Kommando Cobra e negli Stati Uniti d'America Angel's leap.
In televisione il film venne proiettato nel 1990 su Rete 4, nel 1991 su Tele+3 (all'epoca non ancora a pagamento) e nel 2016 su Iris.